# Oulema duftschmidi
Oulema duftschmidi es una especie de insecto coleóptero de la familia Chrysomelidae.
Fue descrita científicamente en 1874 por Redtenbacher.